# Calixte III
Pour les articles homonymes, voir Calixte III (homonymie).
Calixte III (Alonso de Borja i Llançol, plus connu sous le nom de Alfonso Borgia), né à Canals dans le royaume de Valence le 31 décembre 1378, mort le 6 août 1458 à Rome, est le 209e pape de l'Église catholique, élu le 8 avril 1455. Âgé de 76 ans, cardinal, évêque de Valence, candidat de compromis, il est couronné le 20. Il est généralement jugé comme faible, en particulier à cause de son népotisme.

## Biographie

### L'ascension
Alonso est le fils de Domingo de Borja et de Francina Llançol. Il fait ses études à l'université de Lérida où il étudie le droit canon avant de devenir un professeur reconnu notamment pour son éloquence. Remarqué par Alphonse V d'Aragon pour son tact et son habileté diplomatique, il prend part au concile de Bâle-Ferrare-Florence-Rome durant lequel il obtient l'abdication de l'antipape Clément VIII. En guise de remerciement, Alphonse en fait son secrétaire et conseiller et avec l'accord de Martin V lui permet d'accéder à l'évêché de Valence en 1429.
Il accompagne par la suite Alphonse V lors de la conquête de Naples en 1442, qui tombera le 12 juin de la même année.
Naples étant de jure sous l'égide de la Papauté, son suzerain l'envoie prêter allégeance devant Eugène IV.
Son talent diplomatique le fait élever au rang de cardinal en mai 1444.

### L'élection
Le conclave réuni en séance ne parvient pas en trois tours de scrutin à élire un pape en raison de l'opposition des Colonna et des Orsini.
Le choix se porte « par accession » — par ralliements successifs — sur un candidat neutre et vieux, et Alfonso Borja, alors âgé de 76 ans, est le candidat idéal.
L'élection ne suscite aucun enthousiasme auprès des Italiens qui voient d'un mauvais œil un valencien originaire du royaume d'Aragon accéder au Saint-Siège (le royaume d'Espagne n'existait pas alors).

### Le pontificat

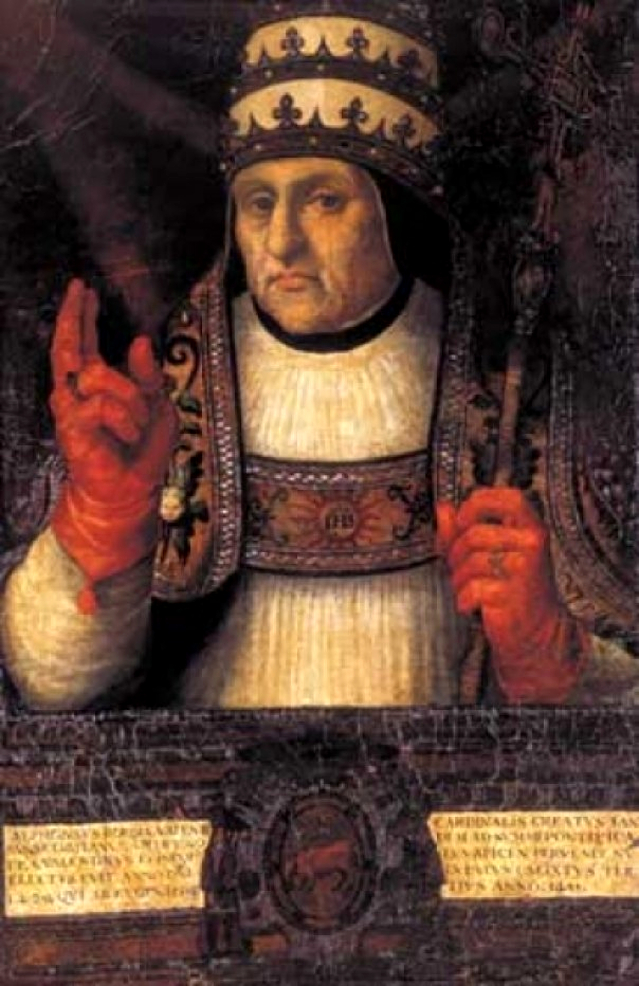
Peinture de Calixte III par Juan de Juanes (1568, Cathédrale Sainte-Marie de Valence).

Le projet principal de son pontificat est la lutte contre les Ottomans qui, après la chute de Constantinople, avancent dans les Balkans.
Dans le but de lever une croisade, il fait plusieurs gestes en direction des souverains d'Occident.
Il autorise dans la bulle Inter Caetera le Portugal à asservir des infidèles ce qui autorise implicitement l'esclavage des noirs, qu'avait interdit le pape Eugène IV dans la bulle Sicut Dudum de 1435.
En juin 1455, Calixte III donne à une commission ecclésiastique le soin de réviser le procès par lequel Jeanne d'Arc a été condamnée en 1431, comme « relapse et hérétique ».
Par le jugement solennel qui intervient le 7 juillet 1456, il est déclaré que « ladite Jeanne, ses parents et les demandeurs eux-mêmes, n’ont été entachés d’aucune souillure d’infamie à l’occasion des prémisses, et qu’ils en doivent être réputés exempts et saufs ; les en disculpant autant que de besoin est ».
Calixte ne la béatifie pas pour autant, mais il autorise les expiations religieuses qui ont eu lieu à Rouen sur le lieu de son supplice.
D'après la tradition, la Vierge Marie lui serait apparue au début de l'année 1450 pour lui demander de porter assistance aux habitants de Sienne touchés par la peste.
Une peinture de Sano di Pietro, réalisée vers 1456-60, illustre cette apparition.
Ce fut apparemment l'un des rares papes à prétendre avoir reçu une vision de Marie.
Il finance le Hongrois Jean Hunyadi dans son combat contre les Ottomans en vendant une partie des bijoux pontificaux.
Le 29 juin 1456, il lance un appel à la croisade, accompagné du commandement de faire sonner toutes les cloches de la chrétienté à midi.
Cette volée de cloches est associée à la victoire sur les Ottomans qui assiégeaient Belgrade, dont le siège est levé le 22 juillet.
Cette victoire est célébrée lors de la fête de la Transfiguration le 6 août.
Une légende posthume rapporte qu'il aurait excommunié la comète de Halley parce qu'on la considérait comme un mauvais présage pour les assiégés,.
Toutefois, il échoue à mobiliser les princes chrétiens qui sont englués dans des conflits territoriaux. Le roi Alphonse de Naples profite habilement de la mobilisation d'une flotte sous la bannière du Christ, pour l'envoyer combattre les Génois, et détourne à son profit une grande partie des fonds récoltés au titre de la dîme de croisade pour mener la guerre sainte en Orient ce qui constitue un véritable affront envers le pape..
Il meurt après trois ans de pontificat. On lui reproche surtout son népotisme en faveur de sa famille, les Borgia, népotisme qu'il a pratiqué avant tout pour s'entourer de gens de confiance.
Il a un enfant naturel, François, cardinal et archevêque de Cosenza et évêque de Teano et de Chieti, mort en 1511. Il a également fait cardinaux deux de ses neveux dont Rodrigo, le futur pape Alexandre VI.